# Макмиллан, Рэйквон
Рэйквон Макмиллан (англ. Raekwon McMillan, 17 ноября 1995, Мидуэй) — профессиональный футболист, выступающий на позиции лайнбекера в клубе НФЛ «Майами Долфинс».

## Биография

### Любительская карьера
Рэйквон родился 17 ноября 1995 года в городе Мидуэй в штате Джорджия. Имя он получил в честь участника рэп-группы Wu-Tang Clan, фанаткой которого была его мать Моника. Он окончил старшую школу округа Либерти. За четыре года выступлений в составе школьной команды Макмиллан сделал 456 захватов. В 2013 году он стал обладателем Приза Баткаса, вручаемого лучшим лайнбекерам на всех уровнях футбольных соревнований. По оценкам сайтов ESPN и Rivals.com Рэйквон был назван лучшим выпускником на своей позиции. В январе 2014 года он поступил в Университет штата Огайо.
В сезоне 2014 года он сыграл во всех пятнадцати матчах команды и стал с ней победителем плей-офф национального чемпионата. По его итогам Рэйквон был включён в символическую сборную игроков, проводивших первый сезон в NCAA. В следующем сезоне Макмиллан принял участие в тринадцати играх «Огайо Стейт Бакайс», став лучшим в составе по числу сделанных захватов. В голосовании, определявшем обладателя Приза Баткаса, он занял третье место.
В 2016 году он снова стал лучшим игроком команды по числу захватов. Рэйквон вошёл в символическую сборную конференции Big Ten и второй год подряд претендовал на Приз Баткаса. В январе 2017 года он объявил о том, что не будет оставаться в университете на четвёртый год и выставляет свою кандидатуру на драфт НФЛ.

#### Статистика выступлений в NCAA
| Сезон | Команда            | Игры | Захваты | Захваты | Захваты | Захваты | Захваты | Перехваты | Перехваты | Перехваты | Перехваты | Перехваты | Фамблы | Фамблы | Фамблы | Фамблы |
| Сезон | Команда            | Игры | Solo    | Ast     | Tot     | Loss    | Sk      | Int       | Yds       | Y/R       | TD        | PD        | FR     | Yds    | TD     | FF     |
| ----- | ------------------ | ---- | ------- | ------- | ------- | ------- | ------- | --------- | --------- | --------- | --------- | --------- | ------ | ------ | ------ | ------ |
| 2014  | Огайо Стейт Бакайс | 14   | 30      | 24      | 54      | 7,0     | 2,5     | 1         | 24        | 24,0      | 1         | 1         | 0      | 0      | 0      | 0      |
| 2015  | Огайо Стейт Бакайс | 13   | 57      | 62      | 119     | 4,0     | 1,5     | 0         | 0         | 0,0       | 0         | 4         | 1      | 0      | 0      | 0      |
| 2016  | Огайо Стейт Бакайс | 13   | 49      | 53      | 102     | 7,0     | 2,0     | 0         | 0         | 0,0       | 0         | 5         | 0      | 0      | 0      | 2      |
| Всего | Всего              | 40   | 136     | 139     | 275     | 18,0    | 6,0     | 1         | 24        | 24,0      | 1         | 10        | 1      | 0      | 0      | 2      |

### Профессиональная карьера
На драфте НФЛ 2017 года ему прогнозировали выбор в третьем раунде, отмечая быстроту реакции и умение читать намерения блокирующих и квотербека соперника. Недостатками Макмиллана называли его слабость в персональном прикрытии и невозможность быстро менять направление движения. По мнению одного из скаутов, Рэйквон мог занять место запасного, а со временем стать основным лайнбекером сильной стороны в схеме 4—3.
Во втором раунде драфта под общим 54 номером его выбрал клуб «Майами Долфинс». В первой предсезонной игре в составе команды Макмиллан получил разрыв крестообразной связки колена, из-за которого полностью пропустил сезон 2017 года. В сезоне 2018 года Рэйквон вернулся в состав и стал одним из лидеров защиты «Долфинс», закрыв проблемную позицию миддл лайнбекера. Всего в регулярном чемпионате он сделал 105 захватов, став вторым в команде по этому показателю после Кико Алонсо.

#### Статистика выступлений в НФЛ

##### Регулярный чемпионат
| Сезон | Команда        | Игры | Захваты | Захваты | Захваты | Захваты | Захваты | Перехваты | Перехваты | Перехваты | Перехваты | Перехваты | Фамблы | Фамблы | Фамблы | Фамблы |
| Сезон | Команда        | Игры | Solo    | Ast     | Tot     | Loss    | Sk      | Int       | Yds       | Y/R       | TD        | PD        | FR     | Yds    | TD     | FF     |
| ----- | -------------- | ---- | ------- | ------- | ------- | ------- | ------- | --------- | --------- | --------- | --------- | --------- | ------ | ------ | ------ | ------ |
| 2018  | Майами Долфинс | 16   | 69      | 36      | 105     | 5       | 0,0     | 0         | 0         | 0,0       | 0         | 1         | 1      | 0      | 0      | 2      |
| Всего | Всего          | 16   | 69      | 36      | 105     | 5       | 0,0     | 0         | 0         | 0,0       | 0         | 1         | 1      | 0      | 0      | 2      |